# Старые Караваи
Старые Ка́раваи — деревня в Невельском районе Псковской области, входящая в состав Ивановской волости, расположенная примерно в 5 километрах от административного центра города Невеля на берегу озера Воротно.  Население - 7 человек (на 2000) и 3 человека на 2011.